# Grüne Stinkwanze

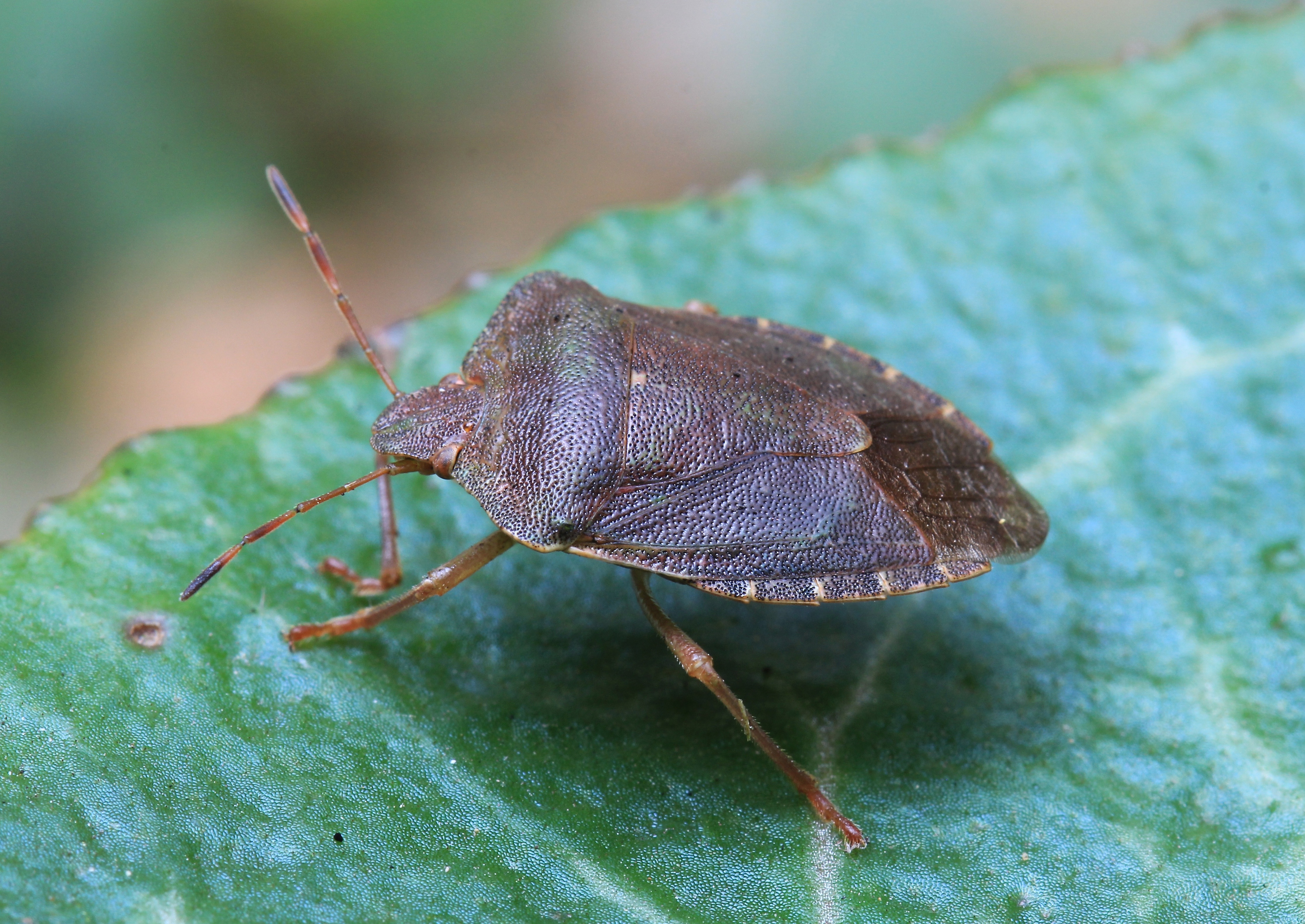
Palomena prasina, Winterform

Die Grüne Stinkwanze, auch als Gemeine Stinkwanze oder Gemeiner Grünling (Palomena prasina) bezeichnet, ist eine Wanze aus der Familie der Baumwanzen (Pentatomidae).

## Merkmale
Die Wanzen werden 12 bis 13,5 Millimeter lang und haben einen breit-ovalen Körper. Vom Frühjahr bis in den Herbst haben die Tiere eine grüne Grundfarbe und sind fein dunkel punktiert, im Herbst verändern sie temperaturgesteuert ihre Färbung zu einem Braun oder Rotbraun, um sich nach der Überwinterung wieder grün zu verfärben. Die Flügelmembrane ist dunkel. Ihr Halsschild ist am Vorderrand konkav nach innen gewölbt. Dies unterscheidet die Art von der ähnlichen Palomena viridissima, deren Halsschildrand konvex nach außen gewölbt ist. Bei beiden Arten hat das Schildchen (Scutellum) die gleiche Farbe wie die Körpergrundfarbe. Das zweite Fühlerglied ist gleich lang wie das dritte, das vierte und fünfte Glied sind rötlich gefärbt.
Die Nymphen sind in den unterschiedlichen Stadien mit grüner Grundfarbe sehr unterschiedlich schwarz und weiß gemustert. Nezara viridula, eine ursprünglich afrikanisch verbreitete, aber in weiten Teilen Europas eingeschleppte und in Südeuropa nun häufige Art hat Ähnlichkeit mit der Grünen Reiswanze. Die ähnliche Art trägt jedoch drei bis fünf weiße Punkte am Vorderrand des Schildchens und an den beiden Enden dieses Vorderrandes je einen schwarzen Punkt. Auch fehlt der Art die feine schwarze Punktierung am Körper und ihre Flügelmembrane ist nur blass gefärbt. Bei manchen Individuen sind außerdem der Kopf und Teile des Halsschild-Vorderrandes cremefarben.

## Vorkommen und Lebensraum
Die Art ist von Nordafrika über ganz Europa bis nach Zentralasien verbreitet. In Mitteleuropa ist die Art meist häufig und nur im Norden seltener. Man findet sie in der Krautschicht und an Laubgehölzen in vielen trockenen bis feuchten Lebensräumen.

## Lebensweise
Die Grüne Stinkwanze ist polyphag, lebt aber bevorzugt auf Laubbäumen wie Erlen und Linden, auf Gebüschen, auf Brennnesseln oder Disteln. Sie tritt gelegentlich auch in Gärten und der Landwirtschaft in größerer Zahl auf, ist jedoch kein relevanter Schädling. Junge Nymphen saugen an den vegetativen Teilen (z. B. Tomaten, Grüne Bohnen) der Nahrungspflanzen, ältere und erwachsene Tiere saugen vor allem an reifenden Samen und Früchten. Die ausgewachsenen Tiere überwintern an trockenen und geschützten Stellen unter Gehölzen und treten wieder ab Mai an den Nahrungspflanzen auf. Die Paarung und Eiablage findet vor allem im Mai und Juni statt, kann aber auch noch im Juli beobachtet werden. Die Weibchen kleben ihre Eier in bis zu 28 Eier umfassenden, rundlichen Gelegen irgendwo an die Nahrungspflanzen an. Ab Ende Juli und insbesondere im August treten die geschlechtsreifen Tiere der neuen Generation auf; Nymphen können jedoch bis in den Spätherbst auftreten. Vor allem in den Berglagen ist es auch möglich, dass die Nymphen ihre Entwicklung vor dem Winter nicht vollenden können und zugrunde gehen. Pro Jahr tritt eine Generation auf.

## Namensherkunft
Wie der Name Stinkwanze schon vermuten lässt, kann das Insekt bei Gefahr aus den Stinkdrüsen am Hinterleib ein übelriechendes und lange anhaftendes Sekret absondern.

## Bildergalerie

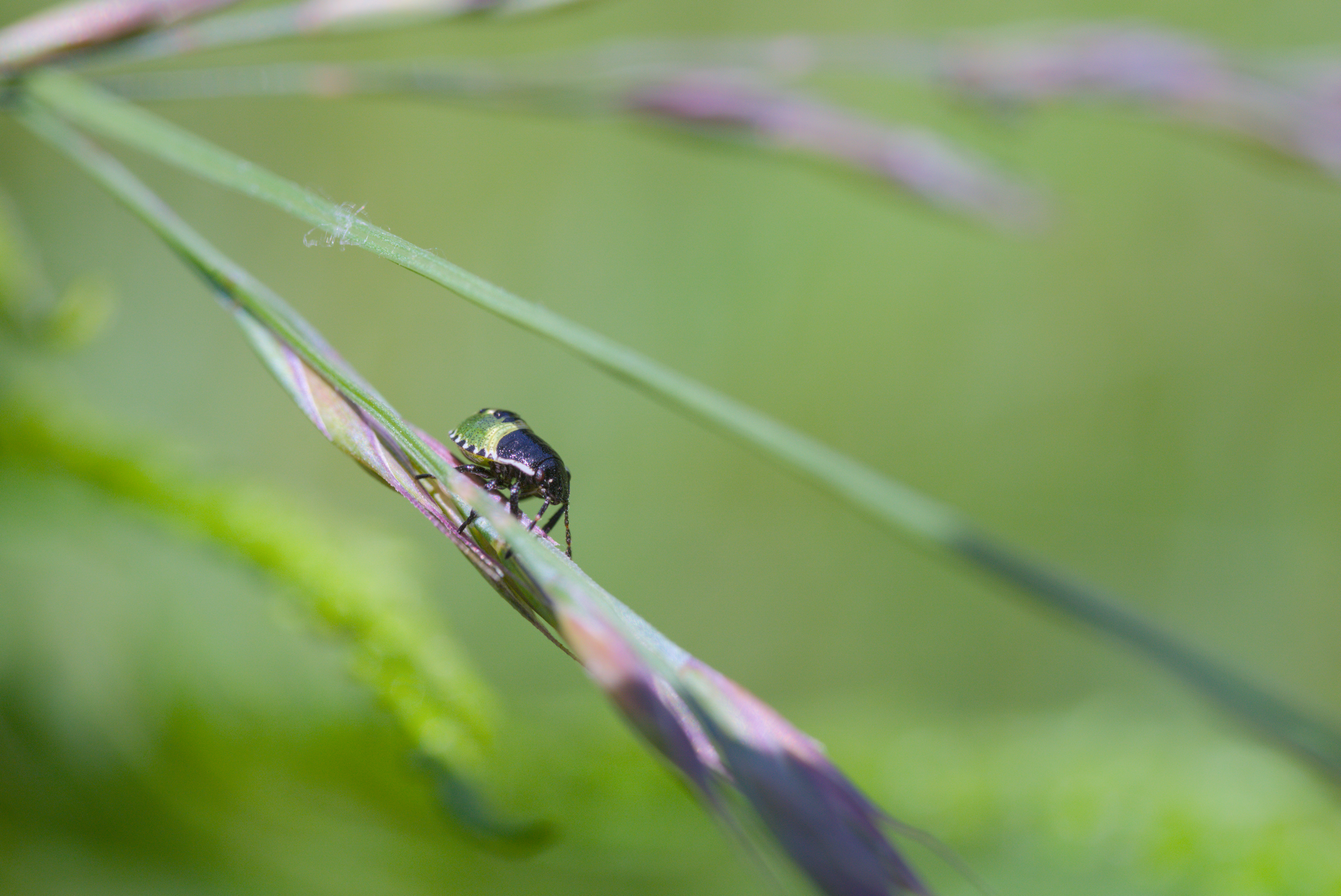
Nymphe im zweiten Stadium
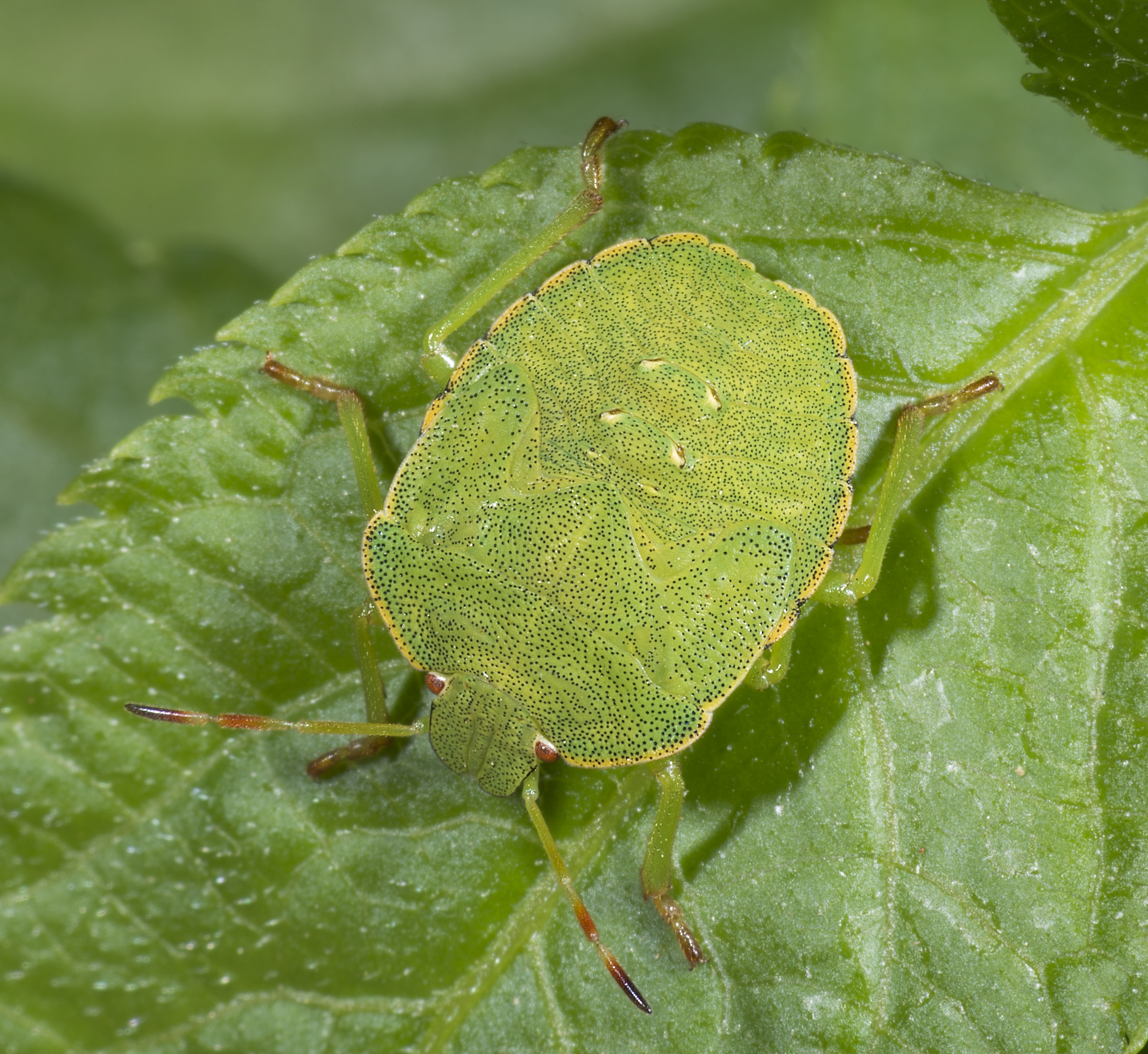
Nymphe im letzten Stadium
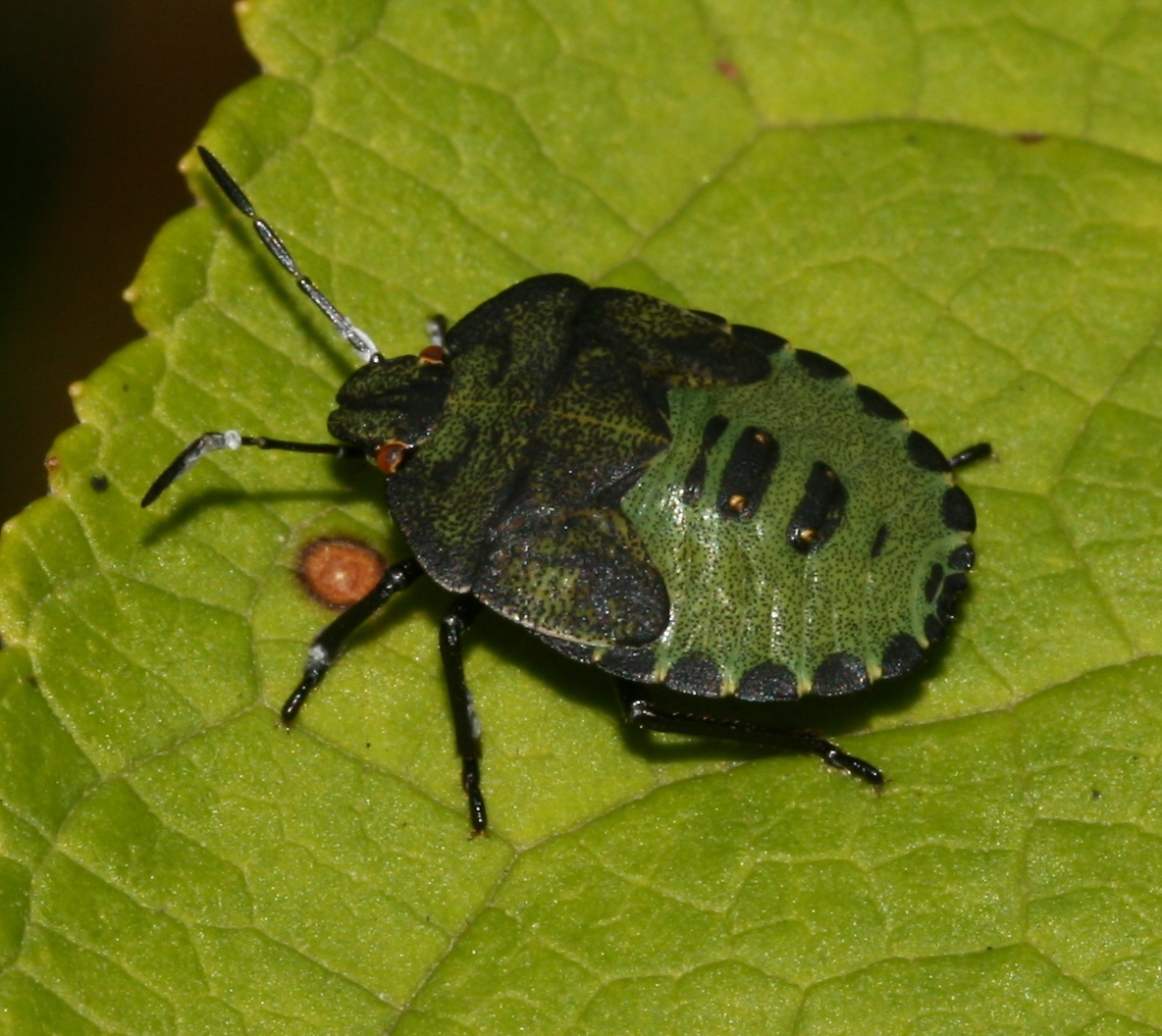
Nymphe im letzten Stadium
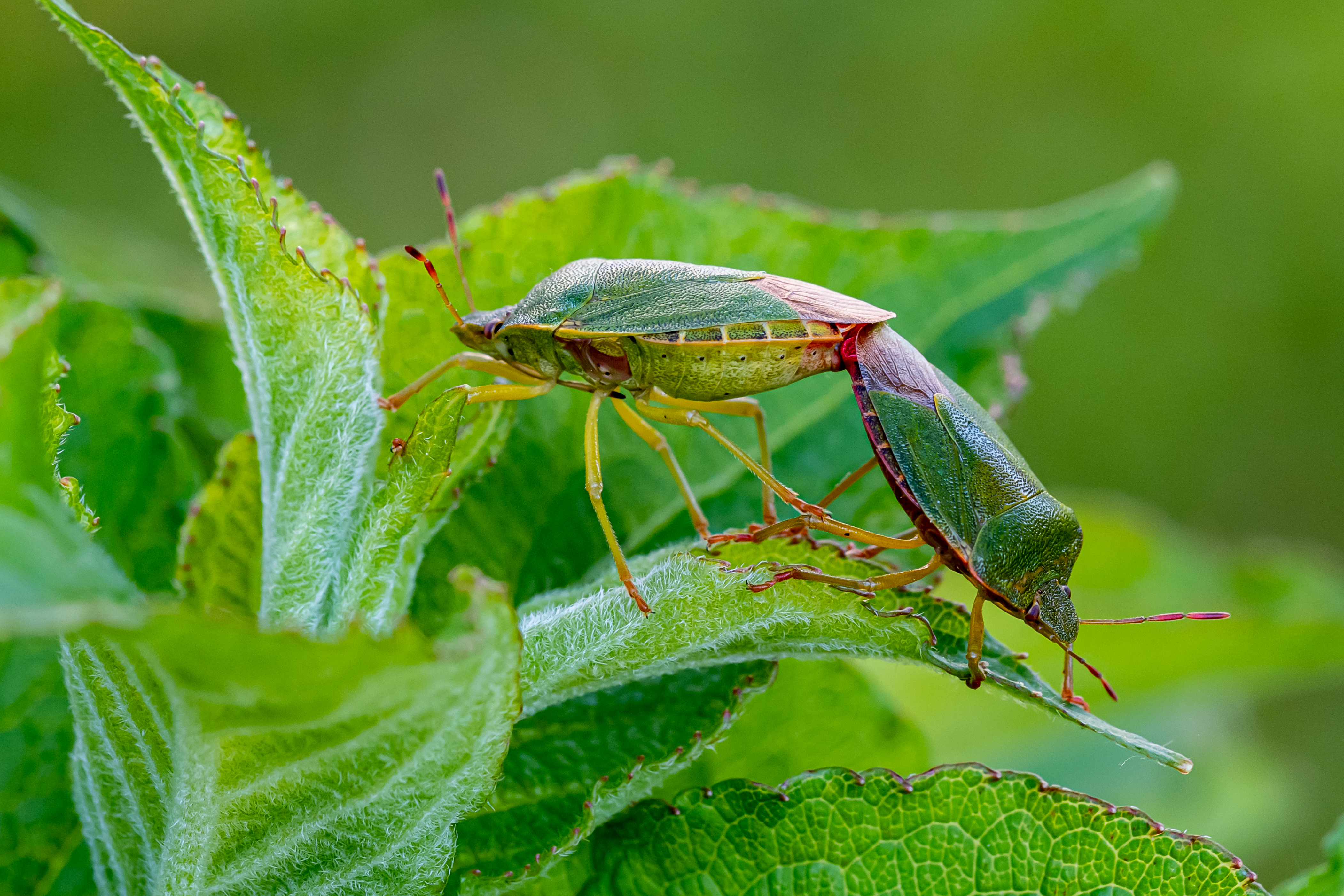
Paarung
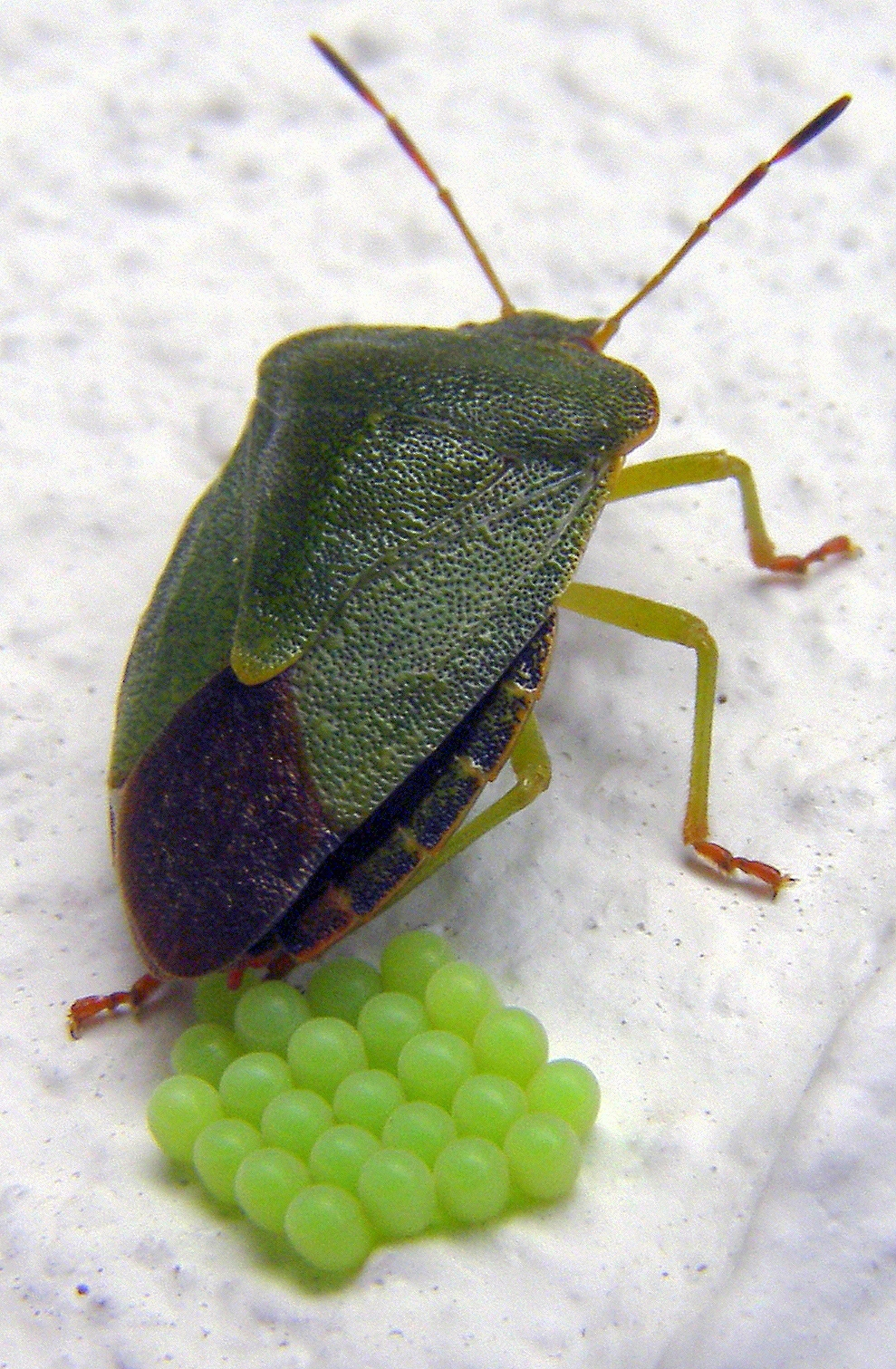
Weibchen bei der Eiablage
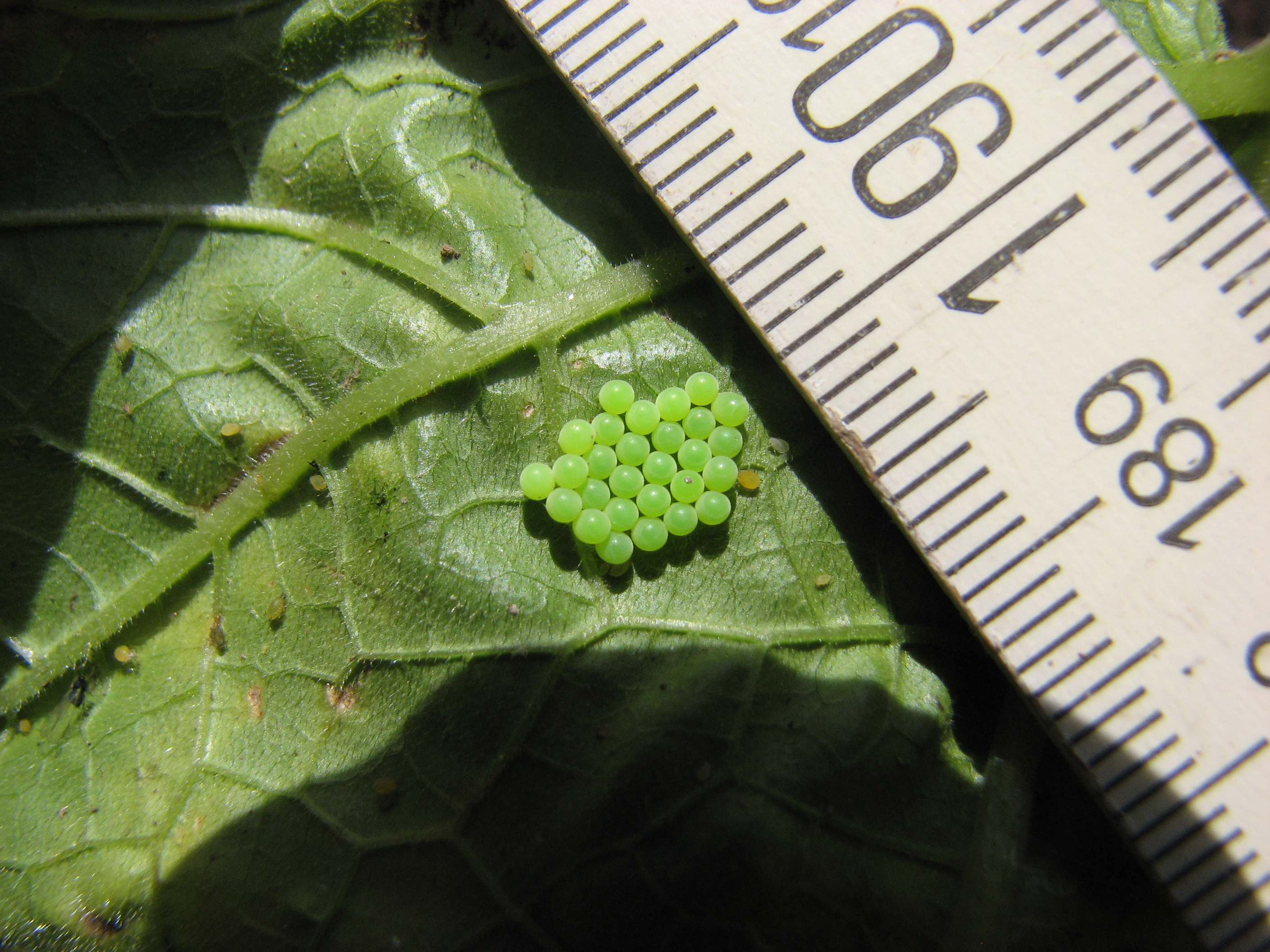
Eigelege auf Blattunterseite
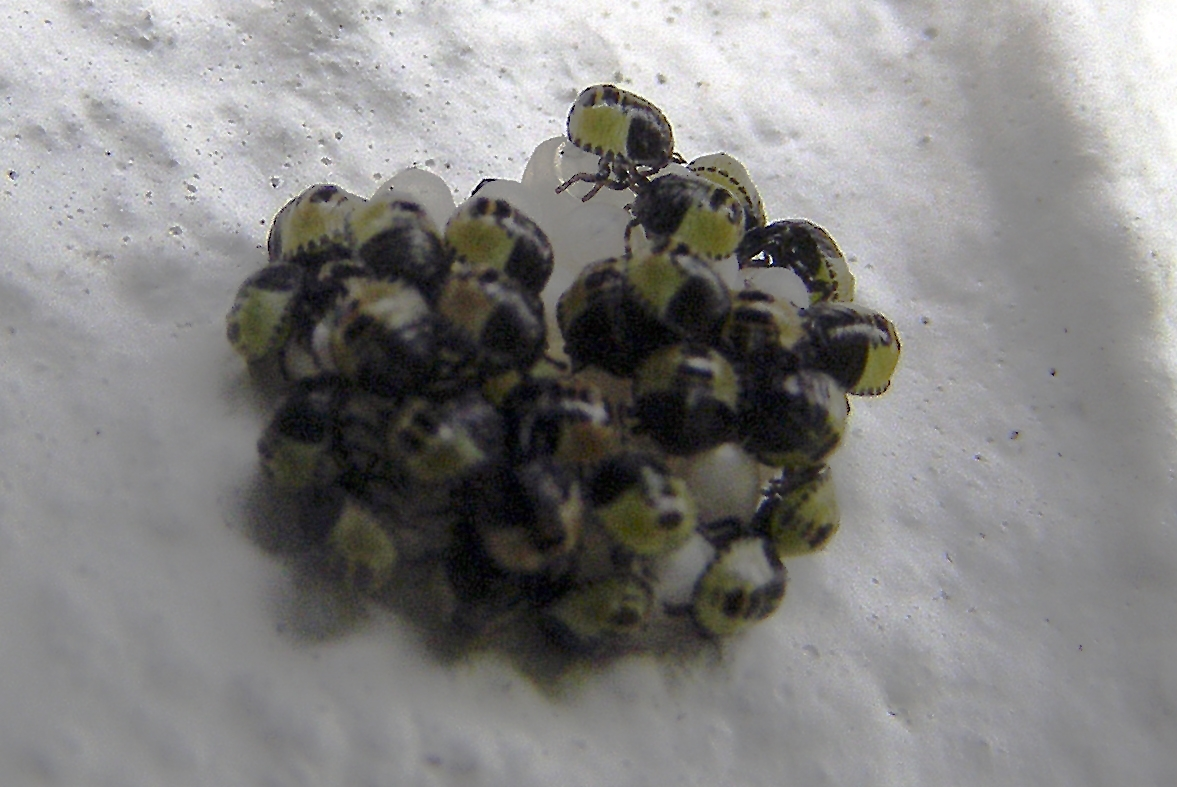
Frisch geschlüpfte Nymphen eines Geleges
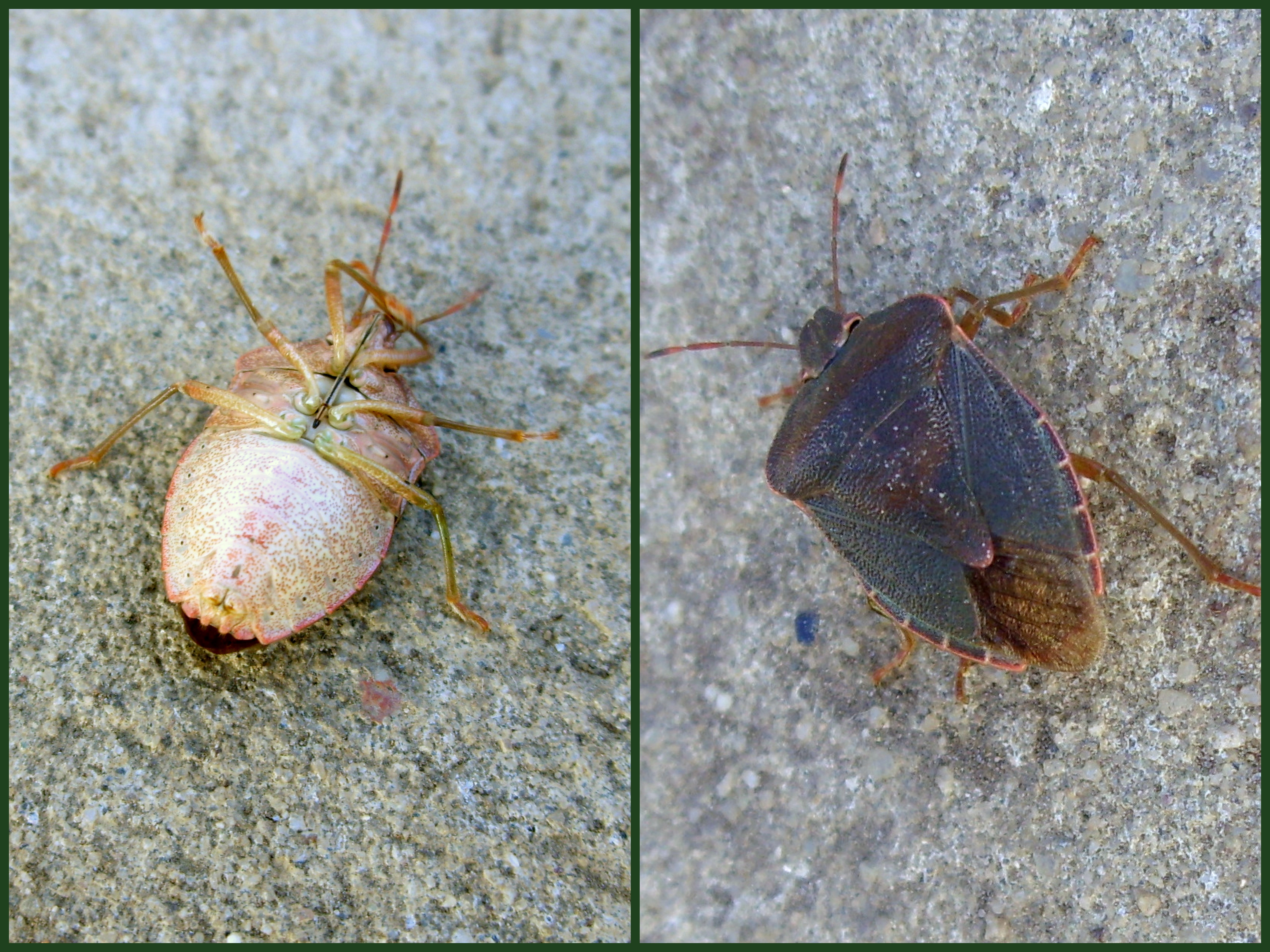
Ober- und Unterseite eines Tiers mit „Winterfärbung“